# حزب الحركة القومية

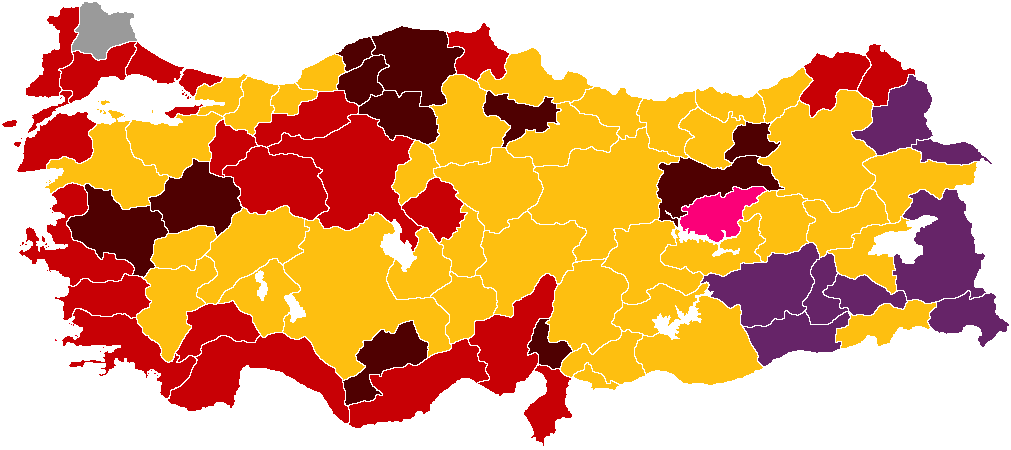
خريطة نتائج الانتخابات المحلية التركية 2019.

حزب الحركة القومية (باللغة التركية: Milliyetçi Hareket Partisi، MHP) ويعرف أيضاً بالعمل القومي، حزب سياسي قومي يميني تركي، حصل الحزب على 14% من الأصوات في الانتخابات التركية العامة 2007، يتزعمه حالياً دولت بهتشلي، والحزب من أشد معارضي انضمام تركيا للاتحاد الأوروبي.
تصاعدت نسبة ناخبي الحزب عام 2015 لتصل إلى 16.29%.
أيديولوجياً؛ هو حزب سياسي يميني متطرف وقومي متطرف ومشكك في أوروبا. غالبًا ما يوصف الحزب بالفاشي الجديد، وينتمي إلى بعض الجماعات شبه العسكرية العنيفة ونقابات الجريمة المنظمة. ويمثل الحزب في الجمعية الوطنية الكبرى لتركيا 48 نائبا يدعمون حكومة حزب العدالة والتنمية.
أسس الحزب ألب أرسلان توركش في عام 1969 ، والذي كان زعيم حزب الأمة الفلاحين الجمهوري في عام 1965 وقبلها ضابط برتبة عقيد في القوات البرية التركية. خلال النصف الثاني من القرن العشرين، اتبع بشكل أساسي أجندة سياسية قومية تركية . تولى دولت بهجلي القيادة بعد وفاة تركيش عام 1997. فرع الشباب في الحزب هو Ülkü Ocakları ، الذي ساهم في الصراع بين اليمين واليسار في تركيا في السبعينيات.
بعد انتقاد حزب الشعب الجمهوري (CHP) لكونه بعيدًا جدًا عن المبادئ القومية لمؤسسه مصطفى كمال أتاتورك، أسس ألبارسلان تركيش الحزب، قائلاً إنه لو لم ينحرف حزب الشعب الجمهوري عن أيديولوجية أتاتورك، لما كان ليؤسس حزب الحركة القومية. فاز حزب الحركة القومية بمقاعد كافية في انتخابات 1973 و 1977 العامة للمشاركة في حكومات «الجبهة الوطنية». تم حل الحزب بعد انقلاب 1980 ولكن أعيد تأسيسه عام 1993 تحت اسمه الأصلي. بعد وفاة تركيش وانتخاب دولت بهجلي خلفًا، فاز الحزب في الانتخابات العامة لعام 1999 .حصلت على 18٪ من الأصوات و 129 مقعدًا، وهي أفضل نتيجة انتخابية في تاريخها. أصبح بهجلي نائبًا لرئيس الوزراء بعد دخوله ائتلافًا مع حزب اليسار الديمقراطي (DSP) وحزب الوطن الأم (ANAP)، لكن الدعوات لإجراء انتخابات مبكرة أدت إلى تفكيك الحكومة في عام 2002. بعد أن فاز حزب العدالة والتنمية الذي تم تشكيله حديثًا (حزب العدالة والتنمية) بالأغلبية في الانتخابات العامة لعام 2002، انخفض حزب الحركة القومية إلى ما دون عتبة 10٪ وفقد كل تمثيله في البرلمان.
بعد الانتخابات العامة لعام 2007، التي استعاد فيها حزب الحركة القومية تمثيله البرلماني بنسبة 14.27٪ من الأصوات، عارض بشدة محادثات السلام بين الحكومة ومنظمة حزب العمال الكردستاني الإرهابية، وانتقد بشدة حكومة حزب العدالة والتنمية الحاكم. للفساد والاستبداد. ومع ذلك، عمل حزب الحركة القومية مع حزب العدالة والتنمية في الانتخابات الرئاسية لعام 2007، ورفع حظر الحجاب، والانتخابات البرلمانية في يونيو ويوليو 2015 . يدعم بهجلي أردوغان وحزب العدالة والتنمية علنًا منذ عام 2015 . تسبب هذا في حدوث انقسام داخل الحزب وميرال أكشنرلقد ترك حزب الحركة القومية ليؤسس حزب IYI الوسطي والمؤيد لأوروبا. دعم حزب الحركة القومية التصويت بـ «نعم» في استفتاء عام 2017 وأنشأ تحالف الجمهور مع حزب العدالة والتنمية للانتخابات العامة التركية لعام 2018. يدعم حزب الحركة القومية حاليًا تحالف الشعب بقيادة حزب العدالة والتنمية.

## أيديولوجيتها
تمثل عقيدة الأضواء التسعة، التي تقوم على القومية التركية، التي تهيمن عليها القومية، وجهة نظر حزب الحركة القومية. الحزب متمركز في أقصى اليمين.

## التاريخ

### 1980
تأسس حزب الحركة القومية عندما غير حزب الأمة الفلاحين الجمهوري اسمه إلى حزب الحركة القومية في المؤتمر العام الذي عقد في أضنة في 8-9 فبراير 1969 . [38] في اللجنة الإدارية العامة الأولى التي انعقدت بعد المؤتمر الكبير، تم تحديد شعار الحزب على أنه «ثلاثة الهلال» وتم اعتماد شعار «الذئب في الهلال» لفروع الشباب في حزب الحركة القومية (Ülkü Ocakları) في نفس الوقت اجتماع. لدى MHP أيضًا علامة الذئب الرمادي، والتي يُعتقد أنها تمثل حرية الأتراك.
علامة الذئب الرمادي وهي من رموز الحزب
حصل حزب الحركة القومية على 3٪ من الأصوات في الانتخابات العامة لعام 1969، وهي أول انتخابات عامة شارك فيها. ألبارسلان تركيش، الذي انتخب نائباً عن أضنة، أصبح النائب الوحيد للحزب. حتى عام 1973، كان حزب الحركة القومية يمثله شخص واحد في البرلمان. دخل مجلس النواب بثلاثة نواب في انتخابات عام 1973 . دخل حكومة الجبهة القومية الأولى في 1 أبريل 1975 . شارك ألبارسلان تركيش ومصطفى كمال إركوفان في مجلس الوزراء. في الانتخابات العامة التي أجريت في 5 يونيو 1977، رفع نسبة التصويت من 3.4 في المائة إلى 6.4 في المائة وشكل مجموعة من 16 نائبا في البرلمان وعين عضوا في مجلس الشيوخ. حكومة الجبهة الوطنيةلقد حقق انفراجة كبيرة من خلال تمثيله بخمس وزارات، أحدها كان نائب رئيس الوزراء: ألبارسلان تركيش (نائب رئيس الوزراء)، أغاه أوكتاي غونر، جنكيز جوكجيك، غون سازاك وسادي سومونشوغلو.
ناشد حزب الحركة القومية القاعدة القومية المحافظة. كان الخلاف في الرأي مع حزب الإنقاذ الوطني حول القومية. وصف ألبارسلان تركيش بأنه "Basbug". ذهب MHP إلى منظمة اجتماعية مع جمعية الشباب القومية (ÜGD)، والاتحاد القومي لنقابات العمال (MİSK) ورابطة اتحاد الشرطة (Pol-Bir). قُتل العديد من أنصار حزب الحركة القومية على يد اليساريين في نزاعات السبعينيات. المثالي أرطغرل دورسون أونكوزو، طالب في مدرسة أنقرة التقنية العليا للمعلمين.قتل. بعد هذه الحادثة، تصادم الشباب اليساري مع الشباب المثالي في كثير من الأحيان. قُتل الصحفي والكاتب والنائب الوطني إلهان دارنديلي أوغلو، ونائب الوزير غون سازاك، ورئيس MHP إسطنبول رجب هاشاتلي وابنه في اغتيالات لم يتم حلها نظمتها المنظمات اليسارية.
واجه حزب الحركة القومية اتهام ألكو أوكاكلاري من خلال ارتباطه بالحزب في الأحداث الإرهابية التي وقعت في جميع أنحاء البلاد من عام 1975 إلى انقلاب 12 سبتمبر. فُسرت المواجهة بين الذئاب الرمادية أو الشبان الموصوفين بـ «الكوماندوز» ومناضلي اليسار الاشتراكي في العديد من المصادر على أنها تنزلق إلى حرب أهلية، وقد أكد الجنود ذلك أكثر في تصريحاتهم بعد الانقلاب. كان الشعار الرئيسي للذئاب الرمادية هو بارك الله في الترك. اتهم البعض الحزب بأنه اشتراكي وطني، واتهمه أنصار اليسار بالفاشية. ونفى أعضاء الحزب كلا الاتهامات وأتاتوركوذكروا أنهم دافعوا عن وجهة نظر «المثل التركية الإسلامية» (Ulkücülik) وفقًا لمبادئهم. في الاضطرابات داخل حزب الحركة القومية، تم طرد أولئك الذين تم تعريف آرائهم على أنها قريبة من العنصرية من الحزب بمرور الوقت. ذهب تركيش إلى مكة عام 1976 وأصبح حاجًا. في عام 1977، حصل على دعم نجيب فاضل كساكورك، الذي أعلن أنه تخلى عن برنامج MSP. كانت الصحيفة اليومية الرسمية لحزب الحركة القومية هي هيرغون. كان الأساتذة القوميون والمعتنقون يكتبون في صحيفة Ortadoğu الأكاديمية. كما دعمت صحف بيرق وميلي وملي أولكو والأجهزة الإعلامية لحزب العدالة الحزب. العادةمجلة بحثت آراء الحزب على أسس علمية.

### فترة 12 سبتمبر (1980-1983)
بعد انقلاب 12 سبتمبر، تم إغلاق حزب الحركة القومية في 16 أكتوبر 1981، مثل الأحزاب الأخرى، وتمت محاكمة قادته. مع انتهاء قضية حزب الحركة القومية والمنظمات القومية، حُكم على 5 من 389 شخصًا قيد المحاكمة بالإعدام، و 9 بالسجن مدى الحياة، وحُكم على 219 شخصًا الباقين بالسجن في سنوات مختلفة.
كما حُكم على ألبارسلان تركيش بالسجن لأكثر من 9 سنوات نتيجة لهذه القضية وقضى بالفعل 4.5 سنوات في السجن. [39]

### 1983-1993
المقالات الرئيسية: حزب المحافظين (تركيا) وحزب العمل القومي
خط حزب الحركة القومية، الذي أغلق بعد انقلاب 12 سبتمبر 1980، كان يمثله حزب المحافظين، الذي أسسه محمد باماك في عام 1983، عندما سُمح بتأسيس أحزاب سياسية جديدة. غير هذا الحزب اسمه إلى حزب العمل القومي عام 1985 . عندما تم رفع الحظر السياسي عن تركيش بعد استفتاء عام 1987، أصبح الزعيم التاريخي لحزب الحركة القومية هو زعيم حزب الحركة الشعبية.
في 7 يوليو 1992، انتقد محسن يازجي أوغلو، الرئيس السابق لجمعية شباب أولكوكو ونائب سيفاس، تركيش واستقال مع أصدقائه. [40] Yazıcıoğlu ومجموعة من الأصدقاء، الذين غادروا حزب MAP ، أسسوا حزب الوحدة الكبرى (BBP) في 29 يناير 1993، وأصبح Yazıcıoğlu زعيم الحزب.

### 1993-1997
قرر مؤتمر MÇP ، الذي انعقد في 27 ديسمبر 1992 مع مندوبيه في عام 1979، حل MAP على الرغم من كل جهود Sadi Somuncuoğlu ، وتغيير اسم الحزب إلى MHP من خلال المؤتمر الاستثنائي الذي عقد في 24 يناير 1993.
في الانتخابات المحلية لعام 1994، فاز بإجمالي 118 رئاسة بلدية، جنبًا إلى جنب مع بلديات أماسيا، وتشانكيري، وأرزينجان، وكارس، وكستامونو، وقرشهير، ويوزغات، وإيجدير .
حزب الحركة القومية، الذي حصل على 8.2٪ من الأصوات في الانتخابات العامة في كانون الأول (ديسمبر) 1995، لم يتمكن من انتخاب نائب لأنه لم يتمكن من تجاوز العتبة الانتخابية البالغة 10٪.

### 1997-2002
بعد وفاة رئيس حزب الحركة القومية ألبارسلان تركيش، تنافس 6 مرشحين على الرئاسة في مؤتمر الحزب الذي عقد في 18 مايو 1997. حصل Tuğrul Türkeş على 412 صوتًا، Devlet Bahçeli 359 صوتًا، Ramiz Ongun 231، Enis Öksüz 104، محرم شمسك 80، إبراهيم شفتشي 13 صوتًا. بسبب القتال الذي اندلع، تم تأجيل المؤتمر إلى تاريخ لاحق. في الجولة الثانية من التصويت التي أجريت في 6 يوليو 1997، حصل نجل ألبارسان تركيش، توغرول تركيش، على 487 صوتًا، في حين تم انتخاب دولت بهجلي كرئيس بـ 697 صوتًا. في المؤتمر العادي الذي عقد في 23 نوفمبر 1997، واجه بهجلي وتركيش بعضهما البعض مرة أخرى للرئاسة. وأعيد انتخاب بهجلي رئيسا، الذي حصل على 671 صوتا ضد منافسه الذي حصل على 483 صوتا في الانتخابات. [41]
في الانتخابات المحلية لعام 1999، بلديات أفيون قره حصار، وأكساراي، وأماسيا، وبايبورت، وتشانكيري، وأرزينجان، وأرزروم (متروبوليتان)، وغوموشان، وإيغدير، وإسبارطة، وكاستامونو، وكرمان، وكيركالي، وأوزركلاريلي، وكيراتشيا . أوشاك، جنبًا إلى جنب مع البلديات فاز ما مجموعه 498 بلدية.
حصل حزب الحركة القومية على 17.98٪ من الأصوات في الانتخابات العامة التركية عام 1999، ليصبح ثاني حزب حصل على أكبر عدد من الأصوات بعد الحزب الديمقراطي الاجتماعي وانتخب 129 نائباً. [42] في تحالف DSP - ANAP - MHP ، تولى 12 وزارة، واحدة منها كانت نائب رئيس الوزراء، وأصبح ثاني أكبر شريك في الائتلاف. كان حزب الحركة القومية، الذي واجه مشاكل مع رهشان أجاويد أثناء انضمامه إلى حكومة أجاويد الخامسة، لا يزال يعمل في وئام في الائتلاف، لكنه لم يستطع التوافق مع كمال درويش، الذي تم إحضاره من الخارج بسبب انهيار الاقتصاد . [ بحاجة لمصدر ] بحلول سبتمبر 2002، كان هناك 125 نائبًا متبقيًا في الجمعية الوطنية الكبرى لتركيا.
في وقت لاحق، عندما كان في السلطة، أجريت انتخابات مبكرة بالقرار الذي تم اتخاذه في يوليو 2002 بناءً على طلب الرئيس دولت بهجلي . في الانتخابات العامة التي أجريت في 3 نوفمبر 2002، كان هناك دمار كبير لحزب الحركة القومية ولم يتمكن حزب الحركة القومية من دخول البرلمان، حيث انخفضت نسبة التصويت من 18٪ إلى 8.3٪.

### 2002-2016
بعد أن انخفض الحزب عن العتبة الانتخابية وفقد فرصة تمثيله في الجمعية الوطنية الكبرى لتركيا في انتخابات عام 2002، أعلن الرئيس بهجلي أنه سيترك الرئاسة في المؤتمر الاستثنائي الذي سيعقد في عام 2003، قائلاً: «إن المسؤولية ملك لي». في مؤتمر الحزب الذي انعقد في 12 أكتوبر 2003، أعيد انتخاب بهجلي رئيساً له بحصوله على 688 صوتاً مقابل 300 من أقرب منافسيه، رامز أونغون.
في الانتخابات المحلية لعام 2004، فاز ما مجموعه 247 بلدية، جنبًا إلى جنب مع بلديات كاستامونو ونيغده وغوموشان وإيجدير . انتقل كيركلاريلي، الذي فاز به في عام 1999، إلى حزب الشعب الجمهوري، بينما انتقلت مدن أخرى إلى حزب العدالة والتنمية .
في الانتخابات العامة التركية لعام 2007، فازت بـ 71 نائبًا بنسبة 14.29٪ من الأصوات وأعادت تشكيل مجموعة في البرلمان.
في الانتخابات المحلية لعام 2009، فازت برئاسة بلدية 10 مقاطعات، إحداها حضرية، وما مجموعه 490 رئيس بلدية. في هذه الانتخابات، بينما فاز حزب العدالة والتنمية ببلديات أضنة (متروبوليتان)، باليكسير، إسبرطة، مانيسا، كارابوك، عثمانية، أوشاك، وبارتين، التي أقيمت من قبل الحزب الديمقراطي الاشتراكي، مرت بلدية نيغدة ، التي كان يديرها حزب العدالة والتنمية . لحزب العدالة والتنمية. كما فازت بلديات جوموشان وكستامونو مرة أخرى.
حصل على 14.27٪ من الأصوات في الانتخابات العامة التركية 2011 وفاز بـ 53 نائبًا في البرلمان. حصلت على أعلى الأصوات في Iğdır .
في الانتخابات المحلية التركية 2014، فاز في كارس ، التي أجراها حزب العدالة والتنمية ، ومرسين (متروبوليتان) التي أجراها حزب الشعب الجمهوري . بينما فازت بلديات أضنة (متروبوليتان) وإسبرطة وكارابوك ومانيسا (متروبوليتان) وبارتين وعثمانية ، انتقلت بلديات باليكسير (متروبوليتان) وكستامونو وغوموشان وأوشاك إلى حزب العدالة والتنمية . بالإضافة إلى ذلك ، فازت 116 بلدية مع بلديات المقاطعات.
في الانتخابات العامة في يونيو 2015 في تركيا ، فازت بنسبة 16.29٪ من الأصوات وحصلت على 80 مقعدًا في البرلمان وأعادت تأسيس المجموعة. المقاطعة الوحيدة التي يمكن أن يكون فيها هو الأول كانت مسقط رأس دولت بهجلي «عثمانية».
في الانتخابات العامة في تشرين الثاني (نوفمبر) 2015 في تركيا حصل على 11.94٪ من الأصوات وانتخب 40 نائبًا وشكل مجموعة.
عملية الكونجرس
بعد الانتخابات العامة في تشرين الثاني (نوفمبر) 2015 في تركيا ، نقل 547 مندوبًا من حزب الحركة القومية مطالبهم بعقد مؤتمر استثنائي إلى مقر حزب الحركة القومية. دعا كل من ميرال أكشنر وسنان أوجان وكوراي أيدين إلى عقد مؤتمر وأعلنوا أنهم مرشحون للرئاسة. ومع ذلك ، رفض بهجلي الدعوات لعقد المؤتمر وأشار إلى أن تاريخ 18 مارس 2018 هو موعد المؤتمر. [43] رفع محامو المعارضة دعوى قضائية أمام محكمة السلام المدنية الثانية عشرة في أنقرة ، مطالبين بإحضار الحزب إلى المؤتمر الاستثنائي من خلال تشكيل «لجنة دعوة المؤتمر». طلبت إدارة الحزب وقتًا من محكمة السلام الجنائية الثانية في أنقرة للبت في الدعوى المتعلقة بالتوقيعات. [43]
انعقد المؤتمر الكبير الاستثنائي السادس لحزب الحركة القومية بمشاركة 6 من مرشحي المعارضة الذين أعلنوا رئاستهم ضد بهجلي . في المؤتمر ، الذي تم تعريفه على أنه اتفاقية اللوائح ، تم التأكيد في حضور كاتب العدل على أنه تم الوصول إلى عدد اجتماعات المؤتمر ، على الرغم من ادعاء المقر غير ذلك. ومع قبول مقترحات التعديل في المؤتمر ، تم تجديد 13 مادة في اللائحة الداخلية للحزب. مع التعديلات ، تم تغيير المادة في النظام الأساسي للحزب التي تمنع «انتخاب الرئيس في المؤتمرات الاستثنائية» إلى «انتخابات ممكنة». [44]

### 2016 إلى الوقت الحاضر
وحصل حزب الحركة القومية ، الذي أسس حزب العدالة والتنمية وتحالف الشعب في الانتخابات العامة التركية 2018، على 49 مقعدًا في البرلمان بنسبة 11.10٪ من الأصوات. في الانتخابات الرئاسية التركية 2018، لم يرشح مرشحًا ودعم رئيس حزب العدالة والتنمية رجب طيب أردوغان .
حزب الحركة القومية ، الذي تحالف جزئيًا مع حزب العدالة والتنمية في الانتخابات المحلية لعام 2019 في تركيا ؛ بينما فاز برؤساء بلديات أماسيا ، وبايبورت ، وتشانكيري ، وأرزينجان ، وكرمان ، وكستامونو ، وكوتاهيا ، التي كانت تحت سيطرة حزب العدالة والتنمية ، فاز أيضًا ببلديات بارتين وكارابوك ومانيسا (متروبوليتان) وعثمانية . بلدية إسبرطة إلى حزب العدالة والتنمية وبلديات أضنة (متروبوليتان) ومرسين (متروبوليتان) إلى حزب الشعب الجمهوري وانتقلت بلدية كارس إلى HDP . فاز حزب MHP بـ 166 بلدية مع بلديات المقاطعات.